# Antyfonarz
Antyfonarz (z łac.średn. antiphonarium) – księga liturgiczna Kościoła rzymskokatolickiego zawierająca zbiór antyfon (najstarszych śpiewów liturgicznych); w czasach późniejszych w skład antyfonarza weszły również śpiewy używane w liturgii poza mszą świętą.
W antyfonarz wchodziły pieśni śpiewane w niedziele i inne święta.

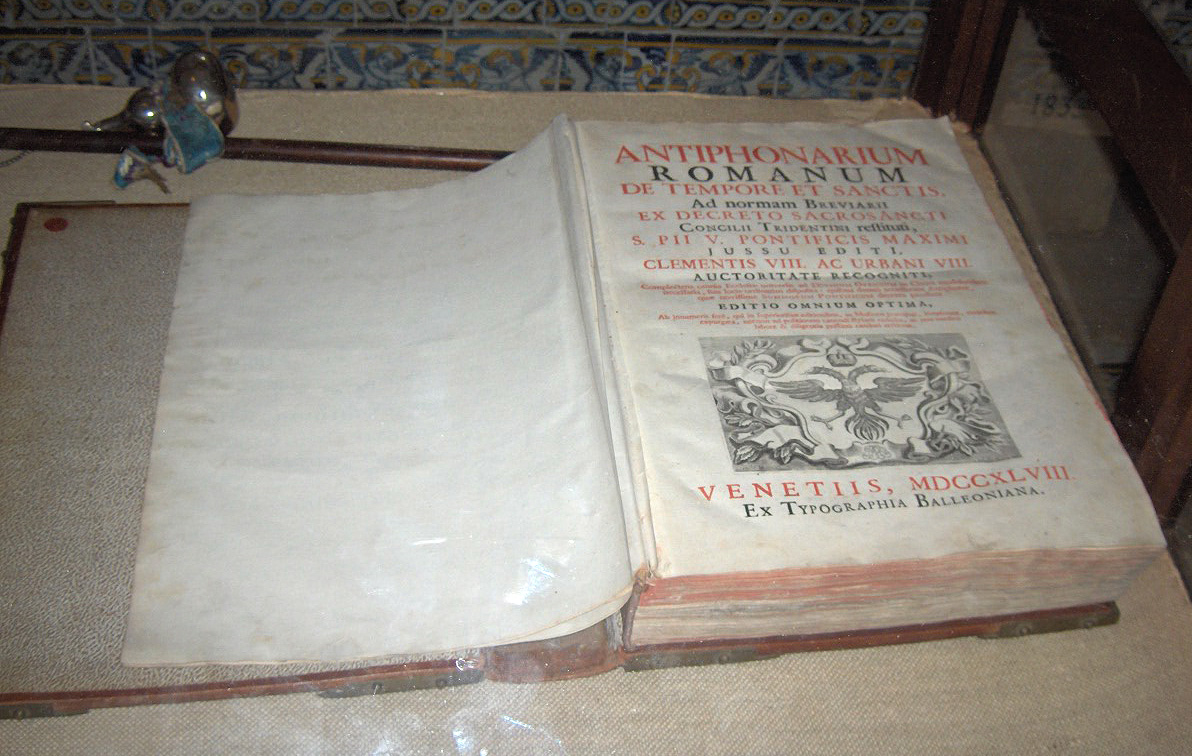
Antyfonarz (1748)
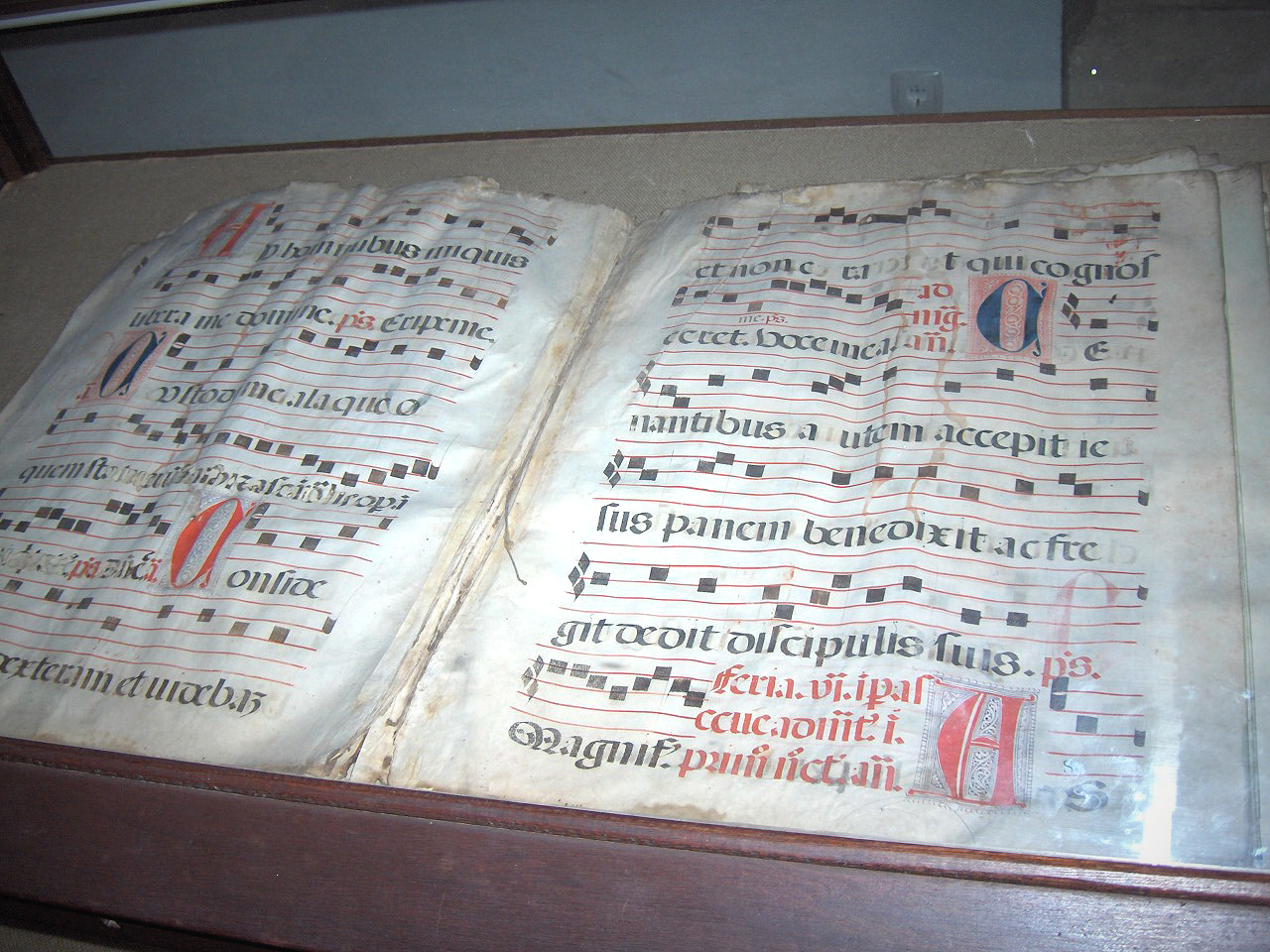
Antyfonarz